# Joaquín Fernández Portocarrero
Joaquín Fernández de Portocarrero Mendoza (né le 27 mars 1681 à Madrid et mort le 22 juin 1760 à Rome) est un cardinal italien du XVIIIe siècle.

## Biographie
Portocarrero est élu patriarche latin titulaire de Antioche en 1735.
Le pape Benoit XIV le crée cardinal lors du consistoire du 9 septembre 1743. À partir de 1748 il est ministre plénipotentiaire du roi d'Espagne auprès du Saint-Siège. Portocarrero est camerlingue du Sacré Collège en 1750-1751 et préfet de la Congrégation des indulgences et des reliques. Portocarrero participe au conclave de 1758 lors duquel Clément XIII est élu.
Il est un grand collectionneur de livres et un protecteur des écrivains, artistes et des hommes de sciences.

## Succession apostolique
Joaquín Fernández Portocarrero a ordonné les évêques suivants :
- Archevêque Joannes Battista Nicolovich (en) (1743)
- Évêque Tommaso Aceti (it) (1744)
- Évêque Giovanni Antonio Castelli (1744)
- Évêque Cristoforo Lugaresi (lmo) (1745)
- Archevêque Innocenzo Sanseverino (1746)
- Évêque Liborio Pisani (1746)
- Évêque Angelo Longo, O.S.B. (1746)
- Archevêque Innocenzo Gorgoni (it), O.S.B. (1746)
- Évêque Bernardo Cangiani (1746)
- Évêque Giovanni Calebotta (1746)
- Évêque Castrensis Scaja (1746)
- Archevêque Gerolamo Formagliari (1746)
- Évêque Tommaso Mazza (1747)
- Archevêque Serafino Brancone (it), O.S.B. (1747)
- Évêque Virgilio Giannotti (1747)
- Archevêque Alessandro Cervini (1747)
- Évêque Pasquale Teodoro Basta (1748)
- Évêque Domenico Morelli (it) (1748)
- Archevêque Michele Maria Capece Galeota, C.R. (1748)
- Archevêque Francesco Testa (it) (1748)
- Archevêque Isidoro Sánchez de Luna (it), O.S.B. (1748)
- Évêque Antonio Correale (1748)
- Évêque Miguel de San José (es), O.SS.T. (1750)
- Évêque Nicola Ferri (1750)
- Évêque Domenico de Amato (1750)
- Évêque Ludovico Sabatini d'Anfora (it), C.P.O. (1750)
- Archevêque Lorenzo Despuig Cotoner (1750)
- Évêque Bartolomeo Coccoli (1750)
- Archevêque Giovanni Angelo Ciocchi del Monte (1751)
- Archevêque Giusto de Marco, C.R. (1751)
- Archevêque Carlo Ciocchi (1752)
- Évêque Giovanni Battista Miceli (1752)
- Évêque Giuseppe Orlandi, O.S.B. (1752)
- Archevêque Jaime Cortada y Brú (1752)
- Archevêque Agatino Maria Reggio Statella (it) (1752)
- Évêque Marco de Simone (1752)
- Évêque Pietro Budmani (1752)
- Évêque Girolamo Bajardi (1753)
- Archevêque Vincenzo Maria de Francisco e Galletti, O.P. (1753)
- Évêque Francisco Pallás y Faro, O.P. (1753)
- Évêque Giovanni Girolamo Gravina, C.R. (1753)
- Cardinal Antonio Branciforte Colonna (1754)
- Évêque Dionigi Latomo Massa (it) (1754)
- Cardinal Giovanni Ottavio Bufalini (1754)
- Évêque Giuseppe Antonio de Requeséns, O.S.B. (1755)
- Évêque Niccola Sermattei (1755)
- Évêque Thomas Fabiani (1755)
- Cardinal Giovanni Molin (1755)
- Archevêque Domenico Andrea Cavalcanti (it), C.R. (1755)
- Évêque Andrea Lucchesi Palli (it) (1755)
- Évêque Gioacchino Castelli (it) (1755)
- Évêque Carlo Mineo (it) (1756)
- Archevêque Arcangelo Lupi, O.P. (1757)
- Évêque Alonso Solís Gragera Marroquín (es), O.S. (1757)
- Évêque Santiago Hernández, O.P. (1757)
- Évêque Francisco Borrull Ramón (ca) (1757)
- Évêque Erasmo Mastrilli, O.S.B. (1757)
- Archevêque Salvatore Ventimiglia (it), C.O. (1757)
- Évêque Giulio Matteo Natali (1757)
- Évêque Nicola Spedalieri (1758)
- Archevêque Silvestro Pepe (1759)
- Archevêque Girolamo Palermo (it), C.R. (1759)
- Archevêque Giovanni Battista Pignatelli (1759)
- Évêque Benedetto Andrea Doria (1759)